# Vini kuhlii
El lori de Rimatara (Vini kuhlii) es una especie de ave psitaciforme de la familia Psittaculidae endémica de Polinesia.

## Descripción
El lori de Rimatara mide alrededor de 18 cm de largo. El plumaje de sus partes superiores es principalmente verde, con el obispillo, la base de la cola y el bajo vientre de color amarillo. El resto de sus partes inferiores son rojas, incluida la parte inferior de su cabeza. Los adultos tienen la nuca y los muslos azules, mientras los juveniles los tienen morados. Su cola es multicolor, las plumas centrales son rojas y las laterales moradas, con la parte terminal verde.

## Hábitat
El hábitat natural del lori de Rimatara son los bosques húmedos tropicales. En las islas desforestadas también se encuentra en las plantaciones de cocoteros. Es un nectarívoro que se alimenta chupando el néctar con su lengua rugosa.

## Distribución y conservación
El estudio del registro fósil muestra que en el pasado se extendía desde las islas Cook a la Polinesia Francesa. Su área de distribución se redujo dramáticamente tras la llegada de los humanos, hasta que solo quedó una población natural en Rimatara, en las islas Australes. Como otras especies isleñas de aves sufre la amenaza de las ratas negras introducidas. Además esta especie era cazada con frecuencia por sus coloridas plumas. 
La especie fue introducida en época histórica en varias islas de Kiribati pero esas poblaciones se extinguieron a causa de la caza. La última población natural fue protegida por un tapu o tabú de la reina de Rimatara alrededor de 1900. En 2007 se reintrodujo una población en la isla de Atiu (en las islas Cook), que está libre de ratas. Entre las entidades conservacionistas que colaboraron se encuentran Birdlife International, el Cook Islands Natural Heritage Trust y el Institute for Conservation Research del zoo de San Diego. En 2008 se observó que la población reintroducida era capaz de reproducirse.